# 그랑블루 판타지: 리링크
《그랑블루 판타지: 리링크》는 사이게임즈가 제작한 액션 롤플레잉 게임이다. 사이게임즈 프랜차이즈 《그랑블루 판타지》의 일환으로 개발돼 플레이스테이션 4, 플레이스테이션 5 및 마이크로소프트 윈도우 플랫폼으로 출시됐다.

## 개발 및 출시
《그랑블루 판타지: 리링크》는 본래 2016년 8월 플래티넘게임스와 사이게임즈의 공동개발작품 《그랑블루 판타지 프로젝트 리: 링크》라는 제목으로 처음 발표됐다. 당시 참여 제작진으로 작곡가 우에마츠 노부오와 나리타 츠토무와 원화가 미나바 히데오가 공개됐다.

## 참조

### 주해
1. ↑  영어: Granblue Fantasy: Relink, 일본어: グランブルーファンタジー リリンク